# 조반니 비스콘티 (대주교)
조반니 비스콘티(이탈리아어: Giovanni Visconti, 1290년 - 1354년)는 밀라노와 다른 이탈리아 도시들을 공동 통치했던 이탈리아의 로마 가톨릭 추기경이다. 그는 또한 피렌체와 맞서 싸웠던 군사 지도자이기도 하며, 다른 도시들을 강제 점령하여 보유하기도 했었다.

## 생애
마테오 1세 비스콘티와 보나코사 보리의 아들로 태어났다.
조반니 비스콘티는 1317년 밀라노 의회에 의해 대주교로 선출되었으나 교황 요한 22세는 이 선출 인정을 거부하고 대신 코모데이아(Comodeia) 출신의 아이르카르두스(Aircardus)를 자리에 임명시켰다. 1323년 요한 22세는 조반니를 이단 혐의로 파문하자, 조반니에게 추기경 자리를 내려준 대립 교황 니콜라오 5세와의 동맹을 수립했다. 1331년 그는 주교이자 노바라의 영주가 되었으며, 아이르카르두스 사망 후인 1339년에 밀라노에 입성했으며, 교황 클레멘스 6세는 1342년에서야 대주교직을 그에게 승인한 교황 칙서를 발표했다. 공식적으로 그는 1342년부터 1354년까지 밀라노의 대주교였다.
그의 형제인 루키노와 함께 교황에게서 500,000 플로린에 밀라노의 공동 통치자 작위를 사들였다. 루키노 사후에는 다른 형제 스테파노의 아들들인 마테오 2세, 베르나보, 갈레아초 2세의 영주 자리를 지지하였다.
루키노 비스콘티가 사망한지 10년 뒤인 1349년에 친척들의 지지와 함께 조반니 비스콘티는 밀라노 전역의 영주권을 맡았고 롬바르디아와 그 너머로 권력을 굳히기 시작했다. 같은 해인 1350년 그는 볼로냐의 영주권을 장악하고 1351년에 그의 조카 베르나보를 그곳의 통치자로 배치시켰다.
조반니의 힘이 강력해지던걸 두려워하던 피렌체는 교황 특사와 밀라노에 대항하는 다른 도시들의 대표자들과 1350년 아레초에서 동맹을 조직했다. 그에 맞선 이러한 움직임을 깨달은 조반니 비스콘티는 토스카나와 로마냐 지역의 기벨린 세력들과의 동맹 관계를 구축했다. 대주교에 대해 적대적이던 베로나의 마스티노 2세 델라 스칼라가 사망한 후, 조반니는 마스티노의 아들 칸그란데 2세 델라 스칼라와 친분 관계를 얻었다.
1351년 그는 밀라노와 볼로냐, 동맹인 파엔차, 포를리에서 소집한 베르나보가 이끄는 군대를 이몰라를 함락시키기 위해 파견하였다. 로마냐에서 발생한 전쟁으로, 조반니 비스콘티는 피렌체인들에게 자신에 대한 의도가 없다고 믿게 만들었다. 그러나 그는 많은 볼로냐 시민들을 체포하고 고문했으며, 그의 통치를 전복시키려던 피렌체와의 음모를 그들로부터의 자백하게했다. 그는 이것을 피렌체와 토스카나의 구엘프에 대한 전쟁의 정당화로 사용했습니다. 대주교는 또 다른 비스콘티 가 출신 조반니 다 올레조(Giovanni da Oleggio)에게 지휘권을 주고, 그는 볼로냐에서 군대를 모아 토스카나 일대의 도시들과 요새를 포위, 점령을 이끈 반면, 토스카나의 기벨린 동맹 세력들은 이 지역의 다른 곳을 파괴하였다.
1352년 그는 제노바의 영주가 되었고, 다음 해에는 노바라를 영토에 추가했다. 1353년 프란체스코 페트라르카가 그의 손님으로 방문하기도 했다. 조반니 비스콘티는 1354년 10월 5일 사망했다.
- 두오모 광장에 있는 대주교 관저의 비스콘티 가 문장에는 대주교 조반니 비스콘티의 이름의 이니셜(IO.<HANNES>)을 지니고 있다.
- 조반니 비스콘티의 무덤.  대주교 오토네 비스콘티 († 1295)와 조반니 비스콘티가 공유하고 있는 무덤은 밀라노 대성당 내부에서 보존하고 있다. 불명의 캄피오네 출신 장인들이 조각했으며, 본래는 산타 테클라 교회에 있었다. 파르마 출신의 사비노 데 차모레이(Sabino de' Zamorei)는 1354년에 쓴 라틴어 시가 새겨져 있다.

## 같이 보기
- 비스콘티 가